# 巴伊斯河畔比泽
巴伊斯河畔比泽（法語：Buzet-sur-Baïse，法語發音：[byzɛ syʁ ba.iz]）是法国洛特-加龙省的一个市镇，属于内拉克区。

## 地理
巴伊斯河畔比泽（44°15'29"N, 0°17'57"E）面积21.15 平方千米，位于法国新阿基坦大区洛特-加龍省，该省份为法国西南部内陆省份，北起多爾多涅省，西接吉倫特省和朗德省，南至热尔省，东临塔恩-加龙省和洛特省。
与巴伊斯河畔比泽接壤的市镇（或旧市镇、城区）包括：艾吉永、昂布吕、达马藏、蒙加亚尔、圣莱热、圣皮埃尔德比泽、加龙河畔图阿尔、维亚讷、桑特拉耶。

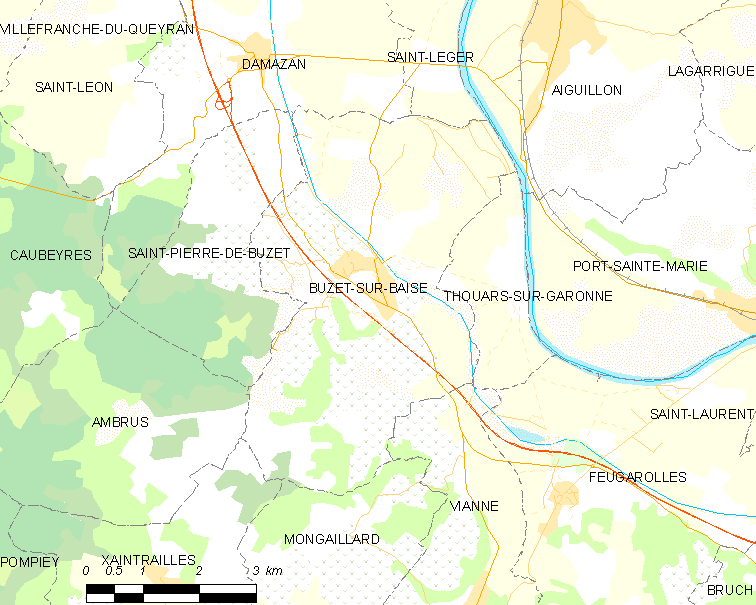
巴伊斯河畔比泽的OSM定位图

巴伊斯河畔比泽的时区为UTC+01:00、UTC+02:00（夏令时）。

## 行政
巴伊斯河畔比泽的邮政编码为47160，INSEE市镇编码为47043。

## 政治
巴伊斯河畔比泽所属的省级选区为拉瓦达克县。

## 人口

1962-2008年间巴伊斯河畔比泽人口变化图示

巴伊斯河畔比泽于2022年1月1日时的人口数量为1246人。